# Emina Čabaravdić-Kamber

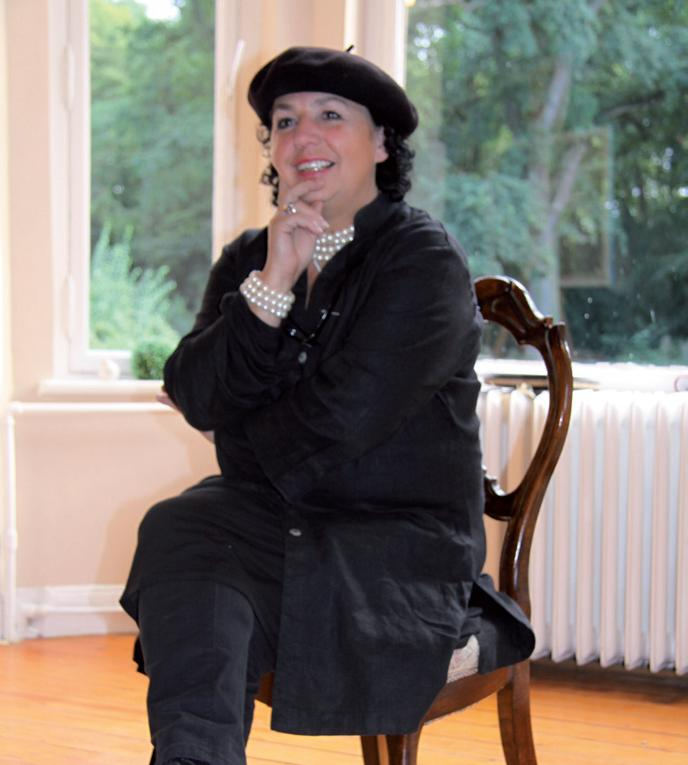
Emina Čabaravdić-Kamber

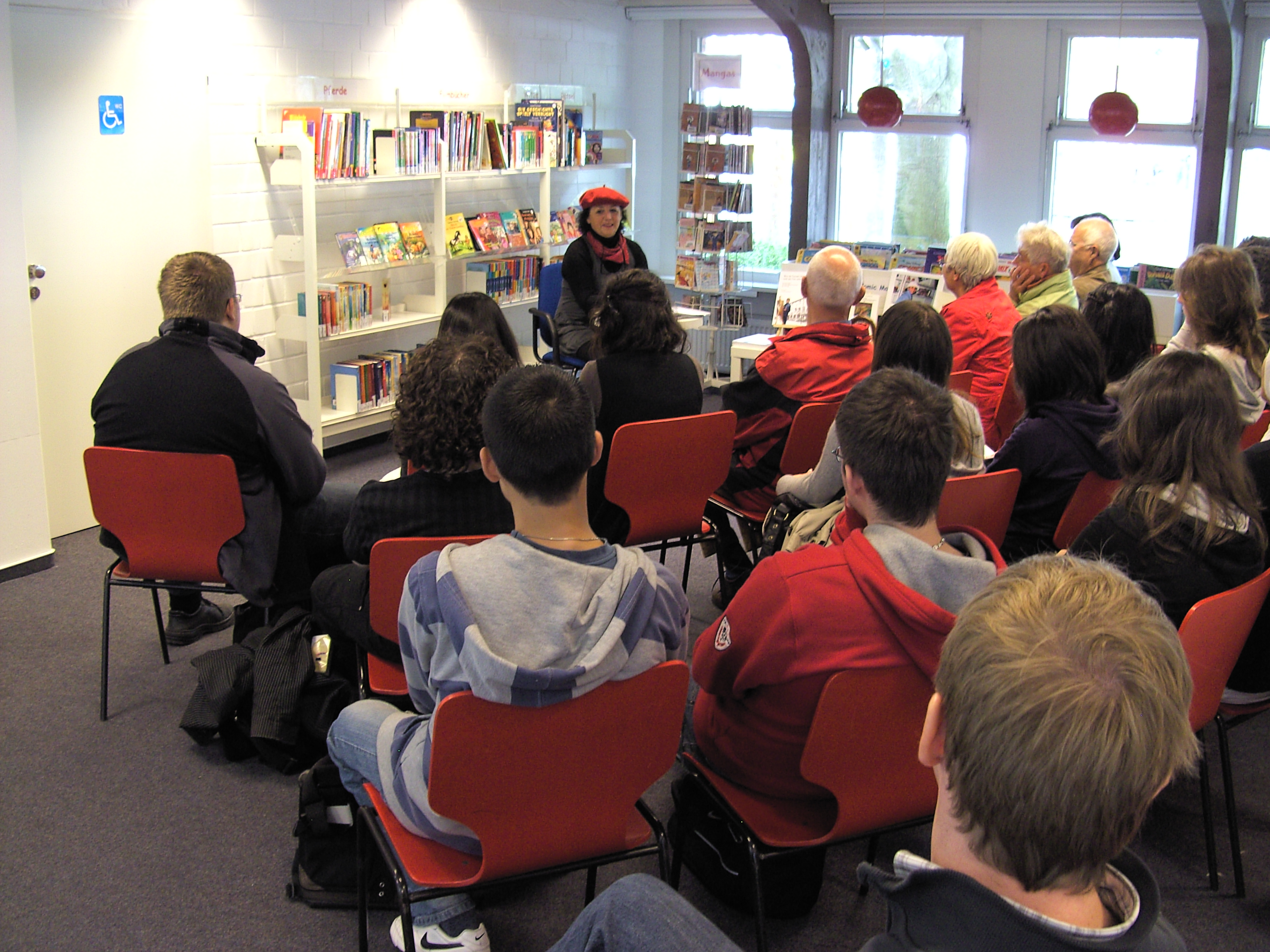
Schullesung in Wilhelmsburg

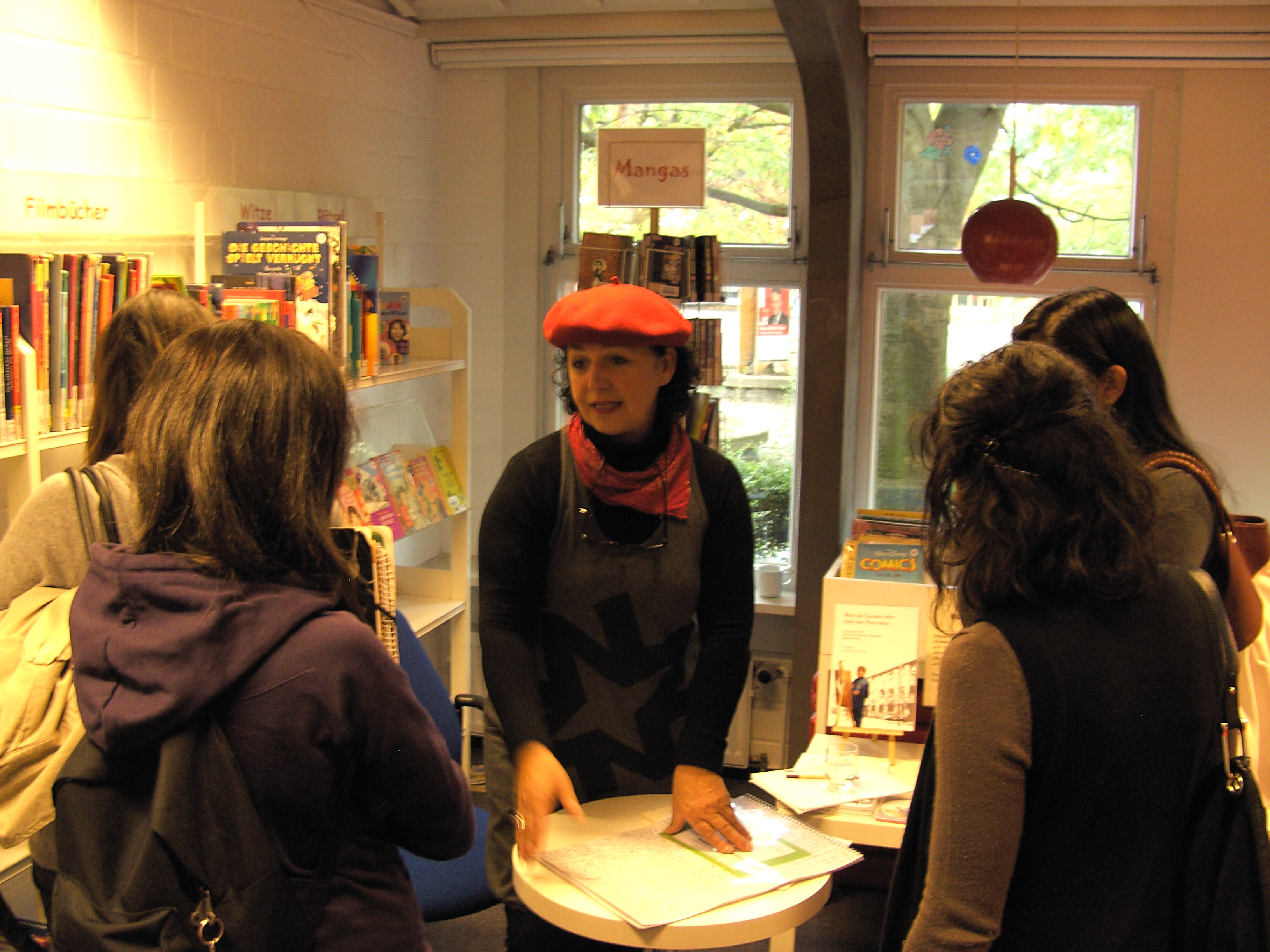
Schullesung in Wilhelmsburg

Emina Čabaravdić-Kamber (* 1947 in Kakanj, Jugoslawien, heute Bosnien und Herzegowina) ist eine freie Autorin und Malerin.

## Leben
Čabaravdić-Kamber verließ als einzige von elf Geschwistern 1968 mit 20 Jahren ihre Heimat und lebt seitdem in Hamburg. Sie ist Mitglied des Verbandes deutscher Schriftstellerinnen und Schriftsteller (VS) in Hamburg, Mitglied im deutschen P.E.N., Mitglied im Exil P.E.N., in der „Autorenvereinigung Hamburg“ und in der Internationalen Journalistenvereinigung Hamburg „Auswärtige und Ausländische Presse“ in Hamburg. Kamber gründete im Jahr 1988 den Internationalen Literaturclub „La Bohemina“. Sie arbeitet seit 1992 als VHS-Dozentin für Exilliteratur & Kunst in Hamburg, Lübeck, Münster und Bosnien.
Mehrsprachige Veröffentlichungen erschienen in Büchern, Anthologien sowie auf der CD „Emina“ mit SEVDAH – bosnischen Liebesliedern und Lyrik-Rezitativen. Kamber erhielt 1989 einen Internationalen Lyrikpreis „Alberto Karpino“ Neapel / Italien. Es folgten mehrere Auszeichnungen.
Emina Cabaravdic-Kamber leitet bei der Edmund-Siemers-Stiftung EU-Jugendprojekte in Bereichen Literatur, Kunst und Theater. Ihre Arbeit mit den europäischen Jugendlichen umfasst die Themen Völkerverständigung, Integration, Sprachen.
1996 wurde ihr für ihre literarische Arbeit zum Thema Frieden und zur Beendigung des Krieges in ihrer Heimat Bosnien die Verdienstmedaille des Verdienstordens der Bundesrepublik Deutschland verliehen.
Čabaravdić-Kamber ist seit 2005 Mitglied des PEN-Zentrums Deutschland.

## Bibliografie

### Lyrik / Prosa
- Moji stihovi. Bosnien 1984 (Serbokroatisch).
- Meine Gedichte. Bosnien 1984 (Serbokroatisch).
- Daljina me vama zove. Bosnien 1988 (Serbokroatisch).
- Tutto e lontano da me. Neapel 1989 (italienisch).
- Lieben um geliebt zu werden. Novi Sad, London, New York 1991 (Deutsch/Englisch/Serbokroatisch).
- Hamburger Kriegstagebuch. Bosnien 1996 (Deutsch/Bosnisch).
- Der Schänder. Schwerin 1998 (Deutsch/Bosnisch).
- Wenn Granaten fallen bleibt dein Herz stehen. Schwerin 2004 (Deutsch/Bosnisch)
- Begegnung an der Ägäis. Tuzla, Wuppertal 2006 (Deutsch).
- CD Emina / Sevdah-Liebeslieder aus Bosnien und Lyrik. Wuppertal 2007 (Deutsch)
- Lebenspfad Süd/West. Gedichte. Nordwindpress Strausberg 2015; zweisprachig/Bosnisch-Deutsch. Verlag Das bosnische Wort, Tuzla/Wuppertal 2016 (Deutsch)
- Kindheitsgeschichten in den Zeiten des Coronavirus 2020. Waldtraut Beckerle. Verlag Expeditionen Hamburg 2020 (Deutsch)
- Das Buchstabenspiel. Gedichte. Verlag Expeditionen Hamburg 2020 (Deutsch)
- Auf den Spuren des Lebens. Erzählungen. Verlag Expeditionen Hamburg 2020 (Deutsch)

### (Mit-)Herausgeberschaften
- Und jedem seine Heimat. Anthologie. Hamburg 1997
- Ich hätte dich gern lachen sehen. Anthologie. Schwerin 2004
- Wenn Granaten fallen, bleibt dein Herz stehen. Dokumentation mit bosnischen Jugendlichen nach dem Krieg. Verlag "Nordwindpress" Schwerin 2006
- Und Bosnien nicht zu vergessen. Anthologie. Tuzla, Wuppertal 2008
- Künstlerkolonie. Tuzla, Wuppertal 2009
- Nachbarn Edmund Siemers-Stiftung und Goethe-Institut Sarajevo, (Deutsch/Bosnisch), Dokumentation. Verlag Das bosnische Wort, Tuzla/Wuppertal 2011
- Ausgrenzung. Edmund Siemers-Stiftung Hamburg und Goethe-Institut, Sarajevo 2011 (Deutsch/Bosnisch), Dokumentation. Verlag Das bosnische Wort, Tuzla/Wuppertal 2013
- I da se Bosna ne zaboravi. Tuzla / BiH Anthologie 2014
- Schau her nach Bosnien. Nordwindpress, Schwerin 2014
- Zwei Schulen unter einem Dach. Edmund Siemers-Stiftung Hamburg und Goethe-Institut Sarajevo (Deutsch/Bosnisch), Dokumentation. Verlag Das bosnische Wort, Tuzla/Wuppertal 2015
- Ich hätte dich gern lachen sehen. Anthologie. Verlag Das bosnische Wort, Tuzla/Wuppertal 2015
- Brücke der Hoffnung. Anthologie. Verlag Das bosnische Wort, Tuzla/Wuppertal 2015
- Ankunft im Dazwischen. Anthologie. Zus. mit Reimer Boy Eilers. Verlag Das bosnische Wort, Tuzla/Wuppertal 2015
- Wie finde ich meinen Weg. Dokumentation. Verlag Das bosnische Wort, Tuzla/Wuppertal 2017

### Übersetzungen
- Internationales Handbuch für Hörfunk und Fernsehen. Hans-Bredow-Institut, Baden-Baden 1992.
- Hasanaginica. Eine bosnische Ballade als Theaterstück von Alija Isakovic 2015, 2017. Verlag Das bosnische Wort, Tuzla/Wuppertal 2017